# Tarsomordeo
Tarsomordeo — вимерлий рід паралігаторових неозухій, відомий з ранньокрейдової формації Близнюкових гір у Техасі. Він містить один вид, T. winkleri.